# Patrick Wilson
Patrick Joseph Wilson (Norfolk, Virginia, 1973. július 3. –) amerikai színész, énekes.
Pályafutásának elején, 1995-től Broadway musicalekben lépett fel. Két alkalommal jelölték Tony-díjra, az Alul semmi (2000–2001) és az Oklahoma! (2001) című művekkel. 2003-ban szerepelt az Angyalok Amerikában című HBO-minisorozatban, mellyel Golden Globe- és Primetime Emmy-jelöléseket szerzett.
A 2000-es évek elejétől olyan mozifilmekben tűnt fel, mint Az operaház fantomja (2004), a Cukorfalat (2005), az Apró titkok (2006), a Watchmen: Az őrzők (2009), az Insidious (2010), A szupercsapat (2010) és az Insidious – A gonosz háza (2013). James Wan horrorfilmjeiben – Démonok között (2013), Démonok között 2. (2016) és Annabelle 3. – Hazatérés (2019) – Ed Warren démonológust személyesítette meg.
A DC-moziuniverzum Batman Superman ellen – Az igazság hajnala (2016) című filmjében az amerikai elnök hangját kölcsönözte, míg az Aquaman (2018) című szuperhősfilmben Marius Orm-t, vagyis az Óceán Urát játszotta.
Szerepelt a CBS Szellemdoktor (2011–2012) című drámasorozatában, továbbá az FX Fargo című antológiájának második évadában (2015). Utóbbival egy második Golden Globe-jelölést is kapott.

## Gyermekkora és családja
A virginiai Norfolkban született, Mary Kay énekesnőnek és a WTVT csatorna nyugdíjba vonult riporterének, John Franklin Wilsonnak a gyermekeként. Családja brit, walesi, skót és német származású felmenőkkel rendelkezik. Két testvére van, a reklámiparban dolgozó Paul és az apjuk riporteri munkáját folytató Mark. Patrick a floridai St. Petersburgban nőtt fel és a Shorecrest Preparatory School növendéke volt.

## Színészi pályafutása

### 1995–2005: Színpadi szerepek és azAngyalok Amerikában
A 2003-as Angyalok Amerikában című HBO-minisorozatban kritikai elismerést szerzett alakításával, mint a melegségét felvállalni nem tudó mormon republikánus Joe Pitt. Színészi játékát Golden Globe-jelöléssel méltatták Legjobb férfi mellékszereplő (sorozat, minisorozat vagy tévéfilm) kategóriában. Wilson továbbá egy Primetime Emmy-jelölést is kapott, Legjobb férfi mellékszereplő (minisorozat vagy tévéfilm) kategóriában.
2004-ben szerepelt először a mozivásznon az Alamo – A 13 napos ostrom című történelmi filmben, William B. Travis katona megformálójaként. Ugyanebben az évben feltűnt Az operaház fantomja című musicalfilmben is, a főszereplő Viscount Raoul de Chagnyként. 2005-ben egy pedofilt alakított a Cukorfalat című lélektani thrillerben.

### 2006 utáni filmes munkássága

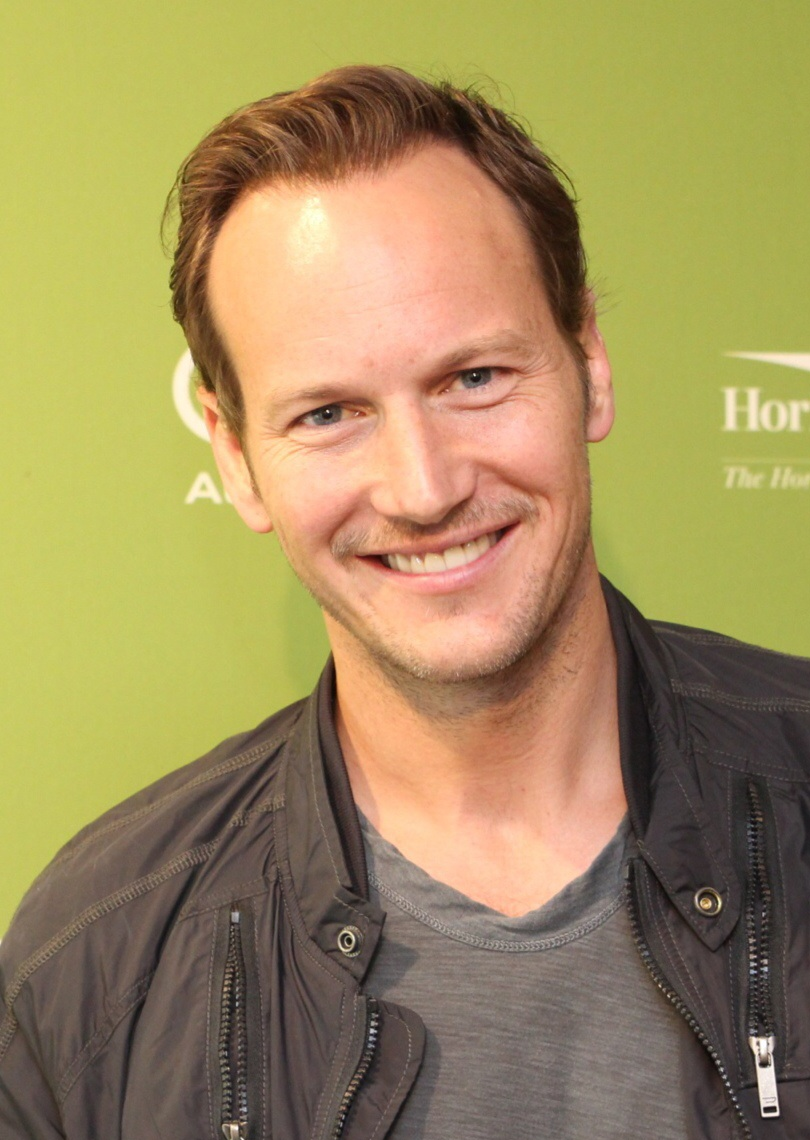
A színész 2014-ben.

2006-ban Todd Field Apró titkok című drámafilmjében játszott, majd ugyanebben ez évben ezt követte a Kés, villa, olló című vígjáték-dráma. A film rendezője Ryan Murphy, producere Brad Pitt volt. 2007-ben Wilson a Bíbor violák című független filmben vállalt főszerepet. Következő, 2008-ban bemutatott filmje a Kínzó közelség című bűnügyi thriller volt. 2009-ben Zack Snyder szuperhős-filmjében, a Watchmen: Az őrzőkben Dan Dreiberg, vagyis Éji Bagoly II szerepét öltötte magára – a szerep kedvéért a színész 25 fontot, azaz kb. 10 kilót hízott.
A 2010-es A szupercsapat című akciófilmben a negatív főszerepet osztották rá, ezután James Wan Insidious című horrorfilmjében volt látható Rose Byrne oldalán. A film 2013-as, Insidious – A gonosz háza című folytatásába is visszatért. Szintén ebben az évben a híres paranormális kutatót, Ed Warrent keltette életre a filmvásznon a Démonok között című, bevételi és kritikai sikert arató horrorfilmben, filmbeli feleségét Vera Farmiga alakította. Wilson és Farmiga a 2016-os Démonok között 2. című folytatásban is szerepet kapott.
Az FX csatorna Fargo című antológiájának második évadjában főszerepet játszott. Lou Solverson megformálásáért Wilsont másodszor is Golden Globe-díjra jelölték, ezúttal Legjobb férfi főszereplő – minisorozat vagy tévéfilm kategóriában. Eredetileg feltűnt volna a Marvel-moziuniverzum A Hangya című 2015-ös filmjében is, nem megnevezett szerepkörben. Végül több színésztársával együtt otthagyta a projektet, amikor a film készítése többször is túllépte az előre eltervezett határidőt. Még ebben az évben Kurt Russell és Matthew Fox mellett szerepelt a Csontok és skalpok című western-horrorfilmben.
2016-ban a McDonald’s megalapítójának, Ray Krocnak az életéről szóló Az alapító című életrajzi filmben láthatták a nézők. 2016 augusztusában Barbra Streisanddal énekelt duettet az énekesnő Encore: Movie Partners Sing Broadway című stúdióalbumán. 2018-ban Liam Neeson és Vera Farmiga partnere volt a The Commuter – Nincs kiszállás című akcióthrillerben. Szintén 2018-ban szerepet vállalt James Wan Aquaman című DC-moziuniverzum szuperhős-filmjében, mint Marius Orm, vagyis az Óceán Ura. 2019-ben Roland Emmerich Midway című háborús filmjében kapott főszerepet, Ed Skrein, Mandy Moore, Luke Evans, Aaron Eckhart, Nick Jonas, Dennis Quaid és Woody Harrelson társaként.

## Magánélete
2005-ben Wilson feleségül vette Dagmara Domińczyk színésznőt. Két fiuk van, akik 2006-ban és 2009-ben születtek. 2013 óta a New Jersey állambeli Montclairben élnek. Sógornője Marika Domińczyk színésznő, aki Scott Foley színész/rendező felesége.
2012 májusában Wilson beszédet tartott alma materében, a Carnegie Mellon Egyetemen, amelyben gyermekkori emlékeiről és pályafutásáról beszélt.

## Filmográfia

### Film
| Év   | Magyar cím                                 | Eredeti cím                           | Szerep                         | Magyar hang     | Rendező                   |
| ---- | ------------------------------------------ | ------------------------------------- | ------------------------------ | --------------- | ------------------------- |
| 2001 |                                            | My Sister's Wedding (nem mutatták be) | Quinn                          |                 | Paul D. Hannah            |
| 2004 | Alamo – A 13 napos ostrom                  | The Alamo                             | William B. Travis              |                 | John Lee Hancock (1.)     |
| 2004 | Az operaház fantomja                       | The Phantom of the Opera              | Raoul de Chagny                |                 | Joel Schumacher           |
| 2005 | Cukorfalat                                 | Hard Candy                            | Jeff Kohlver                   | Dolmány Attila  | David Slade (1.)          |
| 2006 | Apró titkok                                | Little Children                       | Brad Adamson                   | Miller Zoltán   | Todd Field                |
| 2006 | Kés, villa, olló                           | Running with Scissors                 | Michael Shephard               |                 | Ryan Murphy               |
| 2007 | Bíbor violák                               | Purple Violets                        | Brian Callahan                 | Dányi Krisztián | Edward Burns (1.)         |
| 2007 | Este                                       | Evening                               | Harris Arden                   | Fekete Ernő     | Koltai Lajos              |
| 2007 |                                            | Brothers Three: An American Gothic    | Peter                          |                 | Paul Kampf                |
| 2008 |                                            | Life in Flight                        | Will Sargent                   |                 | Tracey Hecht              |
| 2008 | Kínzó közelség                             | Lakeview Terrace                      |                                | Rajkai Zoltán   | Neil LaBute               |
| 2008 | A 109. utas                                | Passengers                            | Eric Clark                     | Hevér Gábor     | Rodrigo García            |
| 2009 | Watchmen: Az őrzők                         | Watchmen                              | Dan Dreiberg (Éji Bagoly II)   | Stohl András    | Zack Snyder (1.)          |
| 2010 | Családi kincs, ami nincs                   | Barry Munday                          | Barry Munday                   | Zámbori Soma    | Chris D'Arienzo           |
| 2010 | A szupercsapat                             | The A-Team                            | Lynch ügynök                   | Miller Zoltán   | Joe Carnahan (1.)         |
| 2010 | Sejtcserés támadás                         | The Switch                            | Roland Nilson                  | Stohl András    | Will Speck és Josh Gordon |
| 2010 | Insidious – A testen kívüli                | Insidious                             | Josh Lambert                   | Dolmány Attila  | James Wan (1.)            |
| 2010 | Ébredj velünk                              | Morning Glory                         | Adam Bennett                   | Miller Zoltán   | Roger Michell             |
| 2011 | Lejtőn                                     | The Ledge                             | Joe Harris                     | Posta Victor    | Matthew Chapman           |
| 2011 | Pszichoszingli                             | Young Adult                           | Buddy Slade                    | Miller Zoltán   | Jason Reitman             |
| 2012 | Prometheus                                 | Prometheus                            | Shaw apja                      | Király Adrián   | Ridley Scott              |
| 2013 | Insidious – A gonosz háza                  | Insidious: Chapter 2                  | Josh Lambert                   | Stohl András    | James Wan (2.)            |
| 2013 | Démonok között                             | The Conjuring                         | Ed Warren                      | Széles Tamás    | James Wan (3.)            |
| 2014 |                                            | Jack Strong                           | David Forden                   |                 | Władysław Pasikowski      |
| 2014 | Űrállomás 76                               | Space Station 76                      | Glenn Terry kapitány           | Kárpáti Levente | Jack Plotnick             |
| 2014 | Annabelle                                  | Annabelle                             | Ed Warren (archív hangja)      |                 | John R. Leonetti          |
| 2014 | Felnyomva                                  | Stretch                               | Stretch                        | Dolmány Attila  | Joe Carnahan (2.)         |
| 2014 |                                            | Big Stone Gap                         | Jack MacChesney                |                 | Adriana Trigiani          |
| 2014 |                                            | Let's Kill Ward's Wife                | David                          |                 | Scott Foley               |
| 2015 | Titkok hálójában                           | Zipper                                | Sam Ellis                      | Lux Ádám        | Mora Stephens             |
| 2015 | Otthon, édes pokol                         | Home Sweet Hell                       | Don Champagne                  | Rajkai Zoltán   | Anthony Burns             |
| 2015 | Csontok és skalpok                         | Bone Tomahawk                         | Arthur O'Dwyer                 | Miller Zoltán   | S. Craig Zahler           |
| 2016 | Batman Superman ellen – Az igazság hajnala | Batman v Superman: Dawn of Justice    | amerikai elnök (hangja)        | Kárpáti Levente | Zack Snyder (2.)          |
| 2016 | A gyilkos markában                         | A Kind of Murder                      | Walter Stackhouse              | Stohl András    | Andy Goddard              |
| 2016 |                                            | The Hollow Point                      | Wallace seriff                 |                 | Gonzalo López-Gallego     |
| 2016 | Démonok között 2.                          | The Conjuring 2                       | Ed Warren                      | Széles Tamás    | James Wan (4.)            |
| 2016 | Az alapító                                 | The Founder                           | Rollie Smith                   | Horváth Gergely | John Lee Hancock (2.)     |
| 2018 | Insidious – Az utolsó kulcs                | Insidious: The Last Key               | Josh Lambert (archív felvétel) | Miller Zoltán   | Adam Robitel              |
| 2018 | The Commuter – Nincs kiszállás             | The Commuter                          | Alex Murphy                    | Miller Zoltán   | Jaume Collet-Serra        |
| 2018 |                                            | Nightmare Cinema                      | Eric Sr.                       |                 | Alejandro Brugués         |
| 2018 | Joe Dante                                  | Nightmare Cinema                      | Eric Sr.                       |                 |                           |
| 2018 | Mick Garris                                | Nightmare Cinema                      | Eric Sr.                       |                 |                           |
| 2018 | Ryūhei Kitamura                            | Nightmare Cinema                      | Eric Sr.                       |                 |                           |
| 2018 | David Slade (2.)                           | Nightmare Cinema                      | Eric Sr.                       |                 |                           |
| 2018 | Az apáca                                   | The Nun                               | Ed Warren (archív felvétel)    | Széles Tamás    | Corin Hardy               |
| 2018 | Aquaman                                    | Aquaman                               | Orm Marius / Óceán Ura         | Miller Zoltán   | James Wan (5.)            |
| 2019 | Annabelle 3. – Hazatérés                   | Annabelle Comes Home                  | Ed Warren                      | Széles Tamás    | Gary Dauberman            |
| 2019 | A magas fűben                              | In the Tall Grass                     | Ross Humboldt                  |                 | Vincenzo Natali           |
| 2019 | Midway                                     | Midway                                | Edwin Layton                   | Hevér Gábor     | Roland Emmerich (1.)      |
| 2021 | Démonok között 3. – Az ördög kényszerített | Conjuring – The Devil Made Me Do it   | Ed Warren                      | Széles Tamás    | Michael Chaves (1.)       |
| 2022 | Moonfall                                   | Moonfall                              | Brian Harper                   | Széles Tamás    | Roland Emmerich (2.)      |
| 2023 | Insidious – A vörös ajtó                   | Insidious: The Red Door               | Josh Lambert                   | Miller Zoltán   | Patrick Wilson            |
| 2023 | Az apáca 2.                                | The Nun II                            | Ed Warren                      | Széles Tamás    | Michael Chaves (2.)       |
| 2023 | Aquaman és az elveszett királyság          | Aquaman and the Lost Kingdom          | Orm Marius / Óceán Ura         | Miller Zoltán   | James Wan (6.)            |
| 2024 |                                            | Millers in Marriage                   | Scott                          |                 | Edward Burns (2.)         |
| 2025 |                                            | The Conjuring: Last Rites             | Ed Warren                      |                 | Michael Chaves (3.)       |

### Televízió
| Év        | Magyar cím          | Eredeti cím              | Szerep            | Megjegyzések           |
| --------- | ------------------- | ------------------------ | ----------------- | ---------------------- |
| 2003      | Angyalok Amerikában | Angels in America        | Joe Pitt          | minisorozat (6 epizód) |
| 2006      |                     | Tampa Bay: Living Legacy | narrátor (hangja) | dokumentumfilm         |
| 2009      | Amerikai fater      | American Dad!            | Jim (hangja)      | 1 epizód               |
| 2011–2012 | Szellemdoktor       | A Gifted Man             | Dr. Michael Holt  | 16 epizód              |
| 2013–2017 | Csajok              | Girls                    | Joshua            | 2 epizód               |
| 2015      | Fargo               | Fargo                    | Lou Solverson     | 10 epizód              |
| 2019      |                     | The Other Two            | önmaga            | 1 epizód               |

### Videójátékok
| Év   | Cím                       | Szerep                 |
| ---- | ------------------------- | ---------------------- |
| 2009 | Watchmen: The End Is Nigh | Éji Bagoly II (hangja) |

## Fontosabb díjak és jelölések
| Év   | Díj                | Kategória                                                         | Jelölt mű           | Eredmény |
| ---- | ------------------ | ----------------------------------------------------------------- | ------------------- | -------- |
| 2004 | Primetime Emmy-díj | legjobb férfi mellékszereplő (minisorozat vagy tévéfilm)          | Angyalok Amerikában | Jelölve  |
| 2004 | Golden Globe-díj   | legjobb férfi mellékszereplő (sorozat, minisorozat vagy tévéfilm) | Angyalok Amerikában | Jelölve  |
| 2016 | Golden Globe-díj   | legjobb férfi főszereplő (minisorozat vagy tévéfilm)              | Fargo               | Jelölve  |
| 2016 | Szaturnusz-díj     | legjobb televíziós férfi mellékszereplő                           | Fargo               | Jelölve  |

## Fordítás
- Ez a szócikk részben vagy egészben  a   Patrick Wilson című angol Wikipédia-szócikk fordításán alapul.  Az eredeti cikk szerkesztőit annak laptörténete sorolja fel. Ez a jelzés csupán a megfogalmazás eredetét és a szerzői jogokat jelzi, nem szolgál a cikkben szereplő információk forrásmegjelöléseként.